# NGC 5538
NGC 5538 este o liner situată în constelația Boarul. A fost descoperită în 6 martie 1851 de către William Parsons, 3rd Earl of Rosse⁠(d).